# Neoitamus maculatoides
Neoitamus maculatoides là một loài ruồi trong họ Asilidae. Neoitamus maculatoides được Hardy miêu tả năm 1920. Loài này phân bố ở miền Australasia.